# Festival Bruxellons !
 (février 2016).
Si vous disposez d'ouvrages ou d'articles de référence ou si vous connaissez des sites web de qualité traitant du thème abordé ici, merci de compléter l'article en donnant les références utiles à sa vérifiabilité et en les liant à la section « Notes et références ».
Le Festival Bruxellons! est un festival de théâtre qui se déroule tous les étés (mi-juillet à fin septembre) au château du Karreveld à Molenbeek-Saint-Jean (Bruxelles). Créé en 1999, il s'est développé pour proposer quelque temps après jusqu'à une trentaine de spectacles chaque été. Par la suite, sa programmation ne se limite plus au seul théâtre et accueille des concerts, des spectacles de magie, des humoristes. Le Festival construit sa programmation autour des artistes belges et auteurs belges.

## Localisation

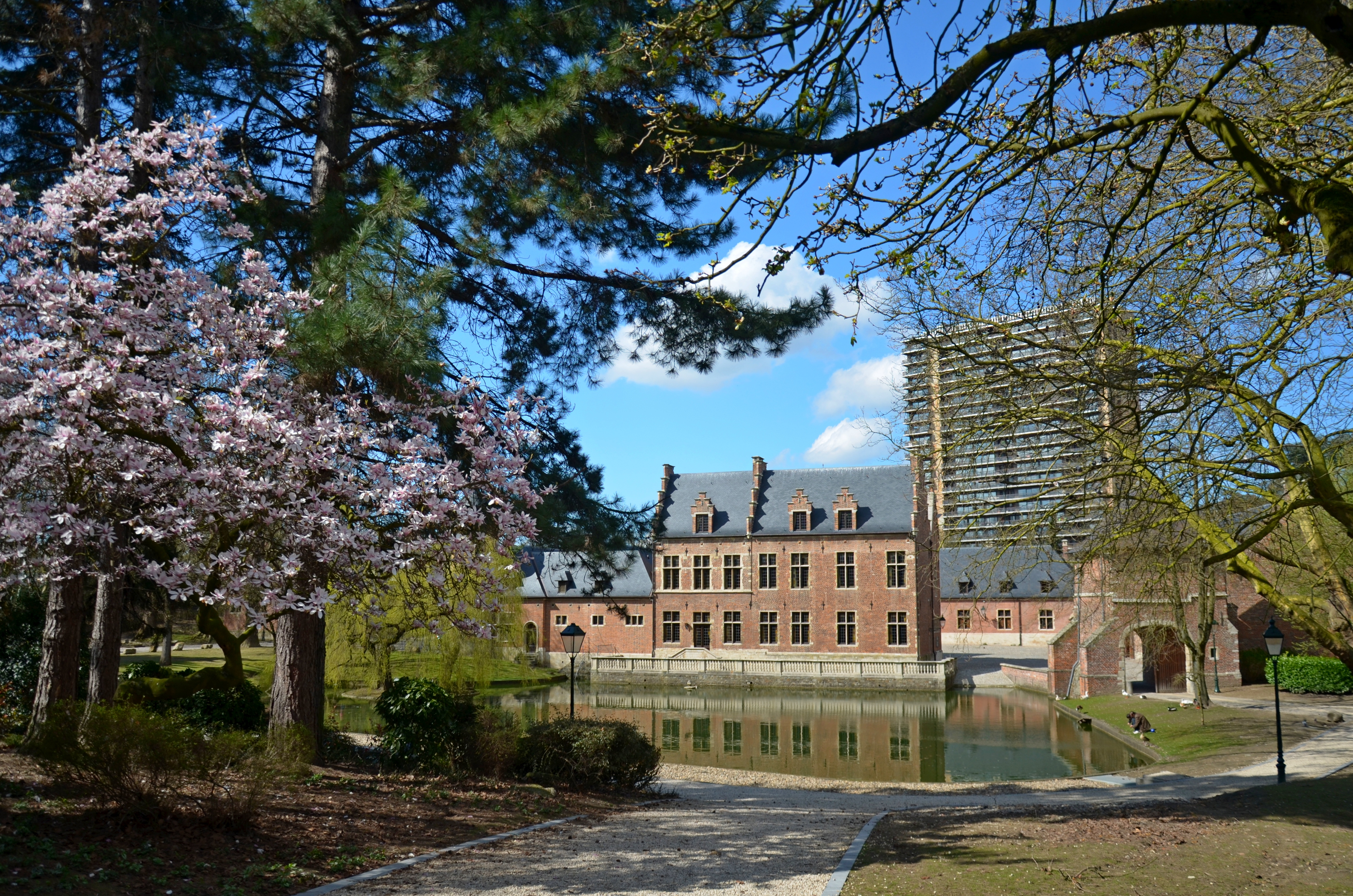
Le Château du Karreveld, en plein Bruxelles, héberge les trois lieux de représentations du Festival Bruxellons!

Le centre historique du festival est situé au château du Karreveld, à Molenbeek-Saint-Jean. Le Festival a pris l'habitude de présenter des spectacles dans quatre lieux de ce monument classé :  
- La Cour (400 à 600 places) : spectacles présentés en plein air dans la cour du château
- La Grange (200 places)
- Le Cloître (50 places)
- La Chapelle (35 places)

Le festival a également proposé des spectacles sur « Les Toits de l'Innovation » (Rue Neuve - Bruxelles) et au Cirque Samuel Pauwels (Uccle)[réf. souhaitée].

### Création d'un festival
- En 1999, la première année, un seul spectacle est présenté : Arlequin poli par l'amour de Marivaux.
- En 2000, l'été suivant, la production est plus ambitieuse : 20 comédiens présentent une version moderne de la grande comédie de Shakespeare Le Songe d'une nuit d'été. Plus de 7 000 spectateurs assistent à l’une des 25 représentations.
- En 2001, est mis à l'affiche, Cyrano de Bergerac, mis en scène par un duo homme-femme : Jasmina Douieb et Pierre Pigeolet. Le public est composé de (10 000 spectateurs.
- En 2002, il s'agit cette fois d'un festival qui propose trois grands spectacles : 
  - Le Bourgeois gentilhomme de Molière dans une nouvelle adaptation musicale originale de Dominique Jonckheere, écrite spécialement pour le Karreveld
  - Les Légendes de la forêt viennoise de Ödön von Horvath,
  - La Nuit des rois de Shakespeare dans une nouvelle adaptation commedia dell’arte signée Paul Emond.
  - Et trois spectacles de café-théâtre, les lundis soir.

En quatre années, le théâtre d'été s'est transformé en Festival de théâtre.